# بافينولول
بافينولول وهو أحد حاصرات المستقبل بيتا الودي.